# Jungle Island
Jungle Island (precedentemente Parrot Jungle) è un giardino zoologico situato a Watson Island a Miami, Florida (Stati Uniti d'America). Nato con il nome di Parrot Jungle è stato trasferito dalla cittadina di Pinecrest alla sua sede attuale, appena ad est di Downtown Miami, con il nome di Parrot Jungle Island. Nel 2007 il parco fu rinominato in Jungle Island.

## Storia

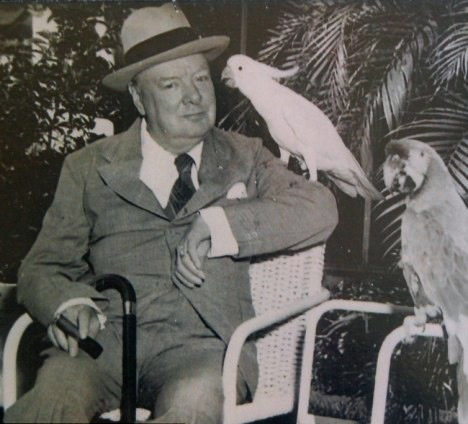
Winston Churchill a Parrot Jungle nel 1946.

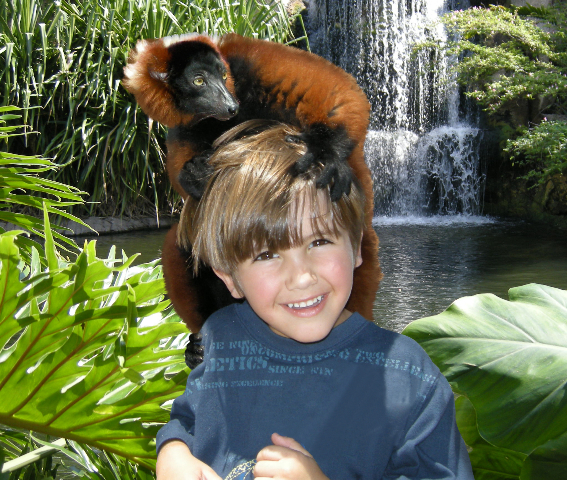
Ragazzo con uno dei lemuri che vivono nel parco.

Parrot Jungle era un parco zoologico privato a sud di Miami su 89 000 m² tra Killian Drive e South Red Road.
Fondato originariamente nel 1936 da Franz e Louise Scherr, Parrot Jungle nacque dall'idea degli Scherr, che gestivano un negozio di alimentari e casalinghi ad Homestead, di costruire un'attrazione dove gli uccelli volassero liberamente. Scherr affittò 89 000 m² di terreno per un costo annuo di 25 $. Parrot Jungle fu costruito come un sentiero sulle rocce coralline e vegetazione indigena dell'area, con l'ingresso su Red Road (West 57th Avenue).
Il parco aprì il 20 dicembre 1936, con 100 visitatori che pagarono 25 cents per una visita guidata dallo stesso Scherr; tra i visitatori famosi ci furono Winston Churchill, Steven Spielberg e Jimmy Carter. Il 17 dicembre 2002 la città di Pinecrest acquistò Parrot Jungle con l'idea di trasformarlo in un parco pubblico (Pinecrest Gardens), che fu inaugurato l'8 marzo 2003 senza quegli animali che lo avevano reso famoso. L'attrazione si trasferì nella sua attuale sede sulla baia a Watson Island, tra Downtown Miami e South Beach. Fu inaugurata il 28 giugno 2003 come Parrot Jungle Island.
Il 28 giugno 2007, quattro anni dopo l'inaugurazione della nuova sede, il nome ufficiale divenne Jungle Island.

## Caratteristiche
Uno degli elementi caratteristici del parco sono le tende che coprono il Jungle Theater, un'arena dove è possibile assistere a spettacoli con fauna di diversi paesi, come rettili e pinguini. Altre esibizioni di animali si svolgono al Parrot Bowl (principalmente uccelli) ed al Serpentarium (con piccoli felini).
Dei fenicotteri, invece, si trovano presso il Flamingo Lake, mentre nell'Everglades Habitat si riproducono le condizioni ambientali delle Everglades, mostrando gran parte della flora e della fauna che si trovano in natura.
Oltre a numerosi pappagalli che si trovano in libertà, il parco ha anche esposizioni di animali esotici in cattività.
L'intera struttura non fa uso di concimi chimici né fitofarmaci, facendolo uno dei parchi a tema sostenibili negli Stati Uniti.

## Impegno ambientalista

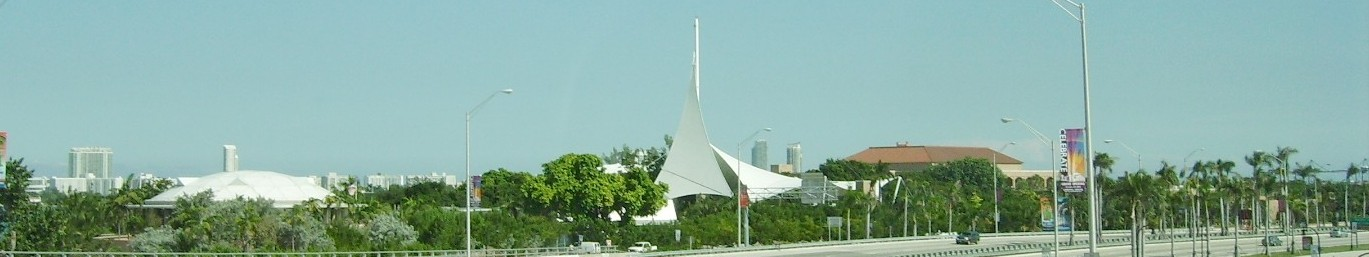
Jungle Island lungo la MacArthur Causeway.

Negli ultimi anni Jungle Island ha abbracciato temi del movimento ambientalista dell'area metropolitana di Miami. Innanzitutto viene evitato l'uso di concimi chimici e fitofarmaci all'interno del parco. Inoltre, Jungle Island acquista carbon credits per bilanciare eventi e conferenze sull'ambiente che vi sono ospitati, come l'annuale Gateway To Green, Energy Smart Florida ed Earth Miami.

## Galleria d'immagini

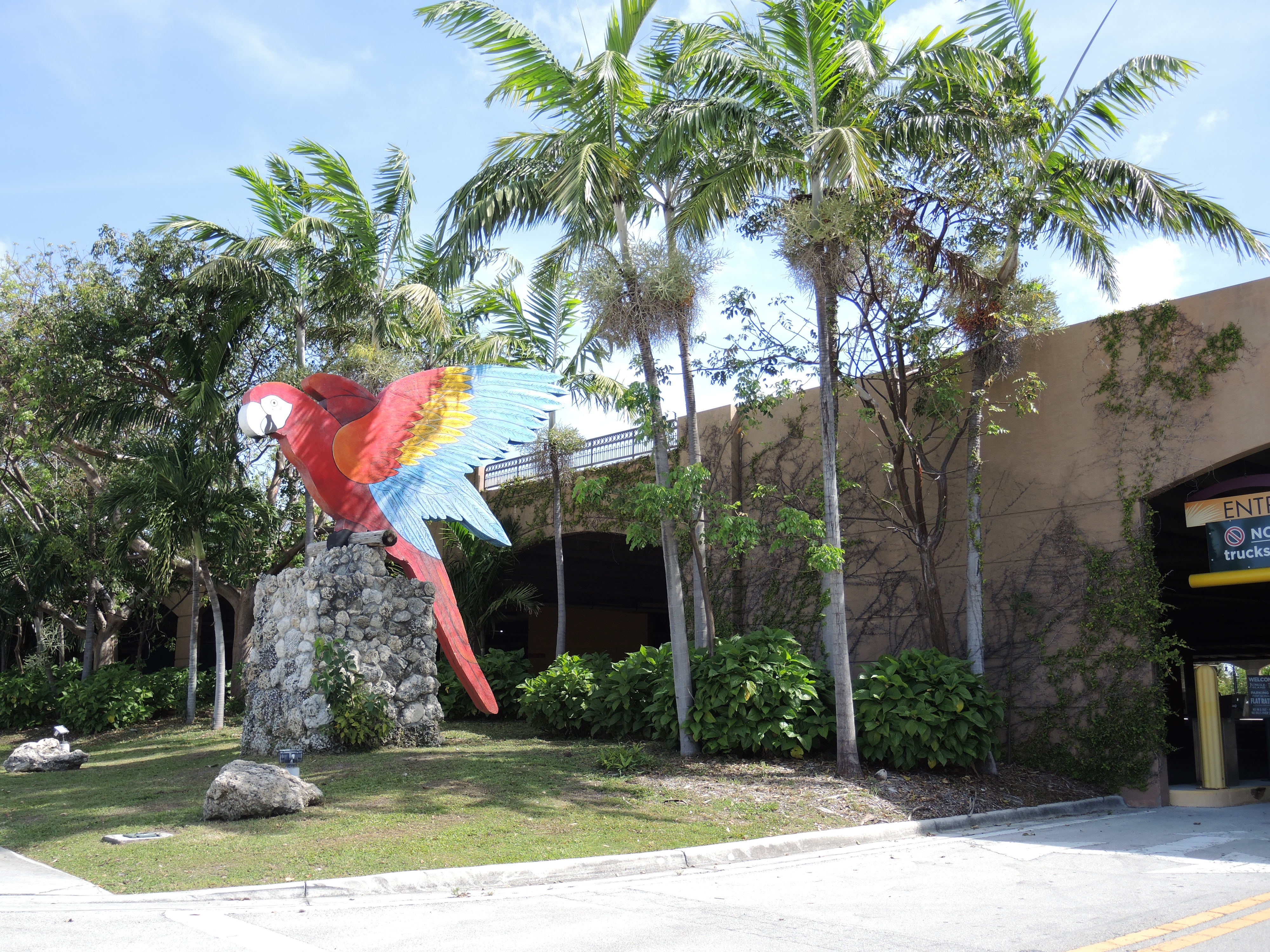
Ingresso del parcheggio.
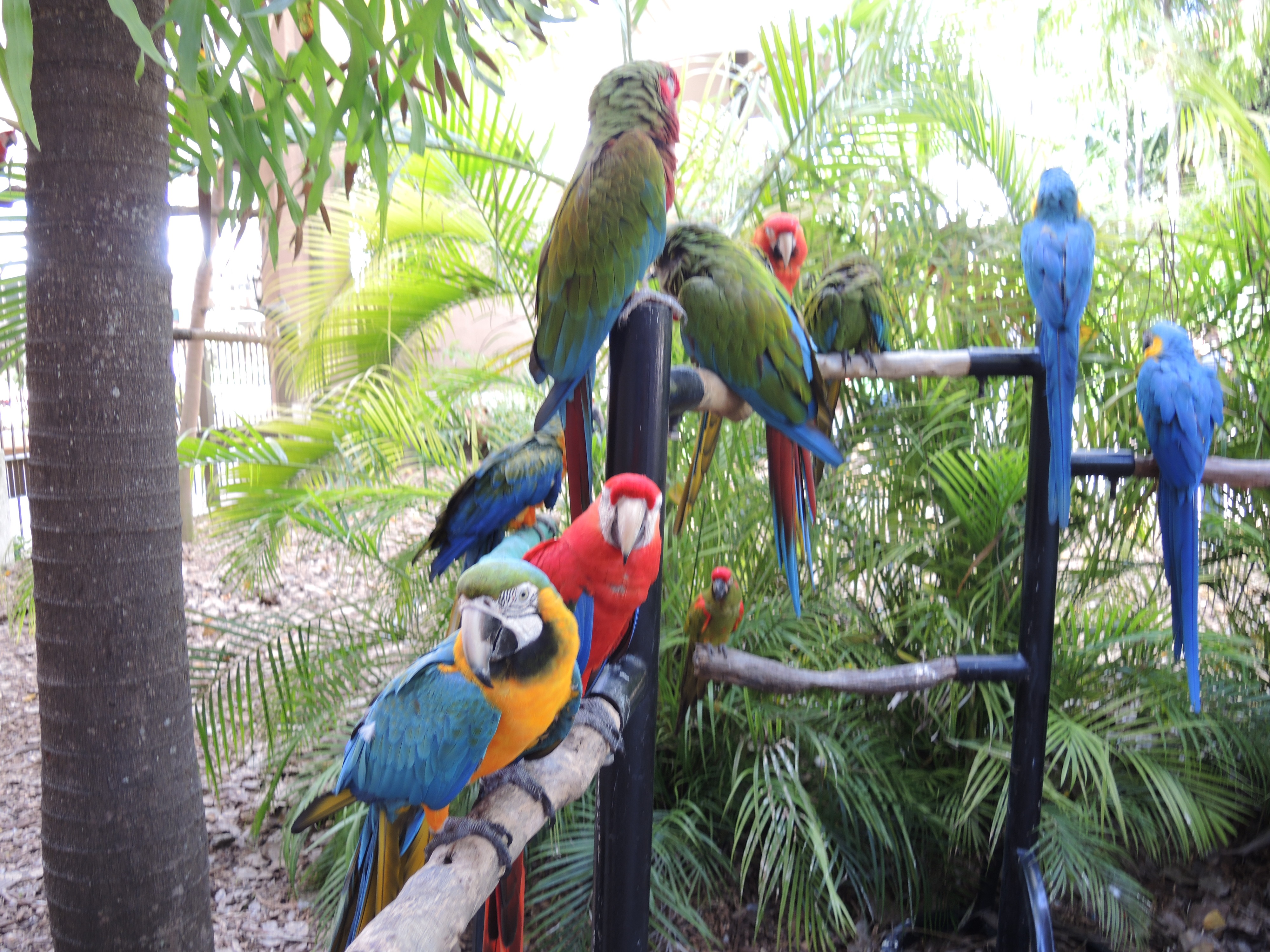
Pappagalli.
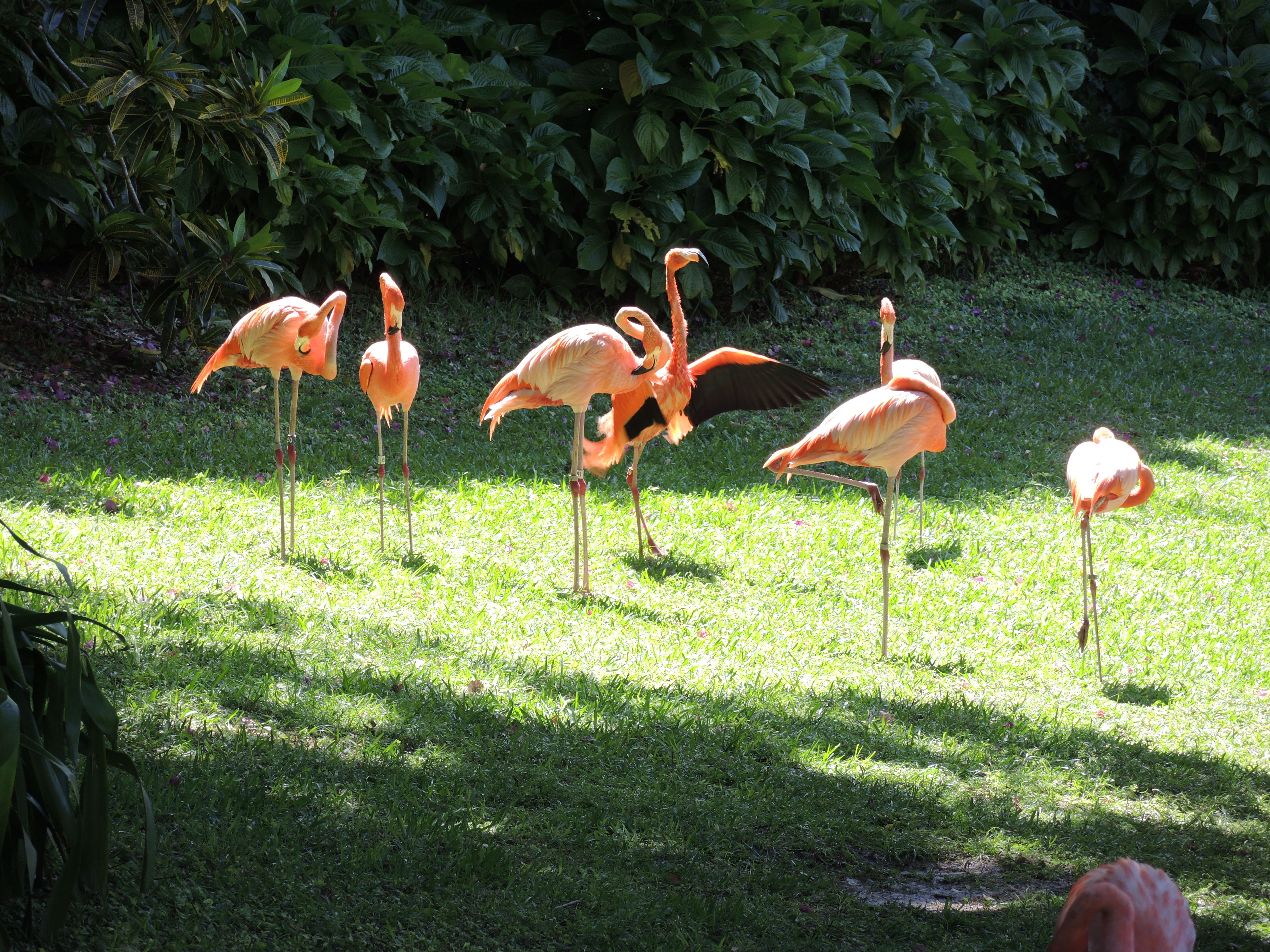
Fenicotteri.
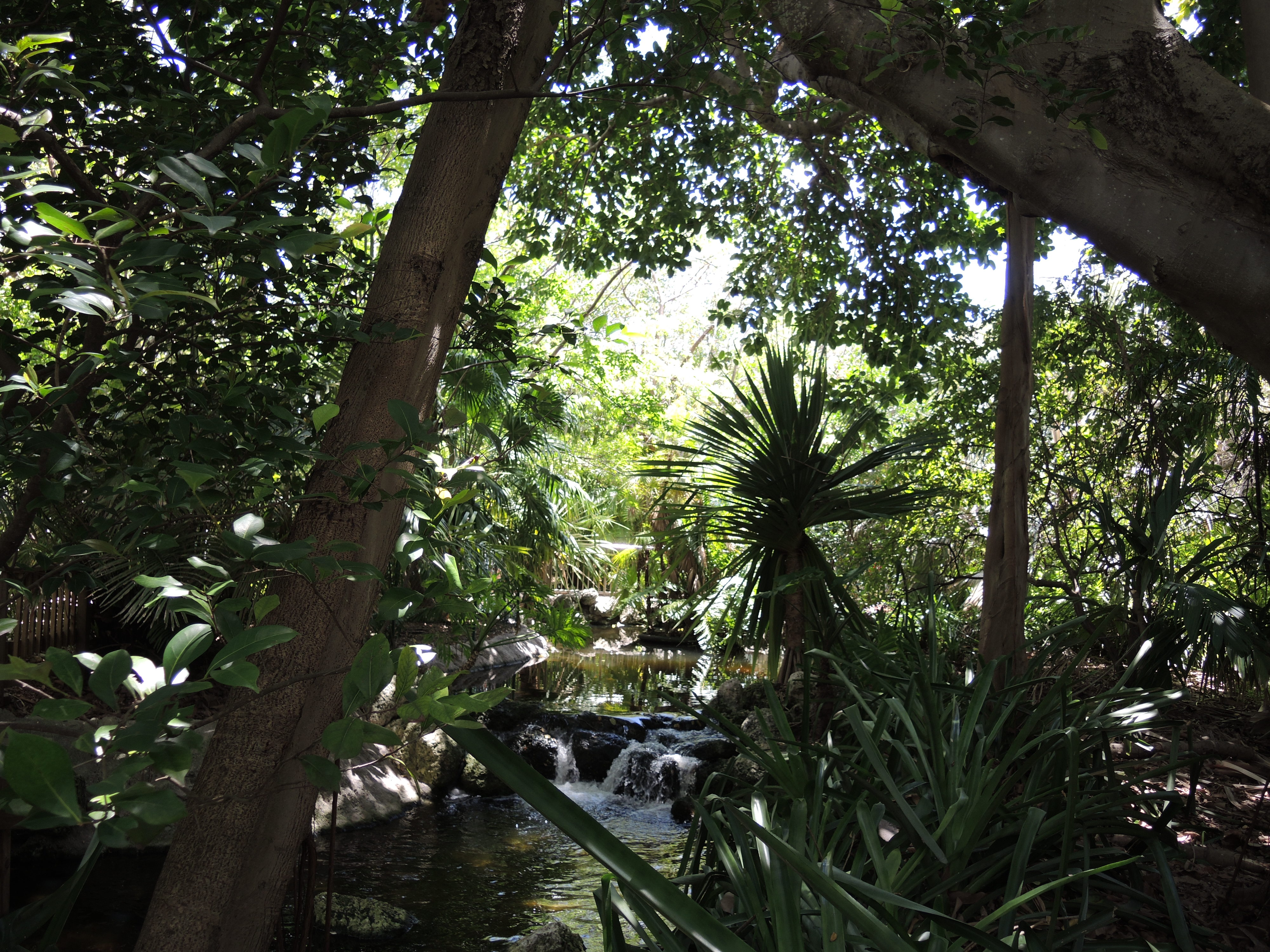
Everglades Habitat.
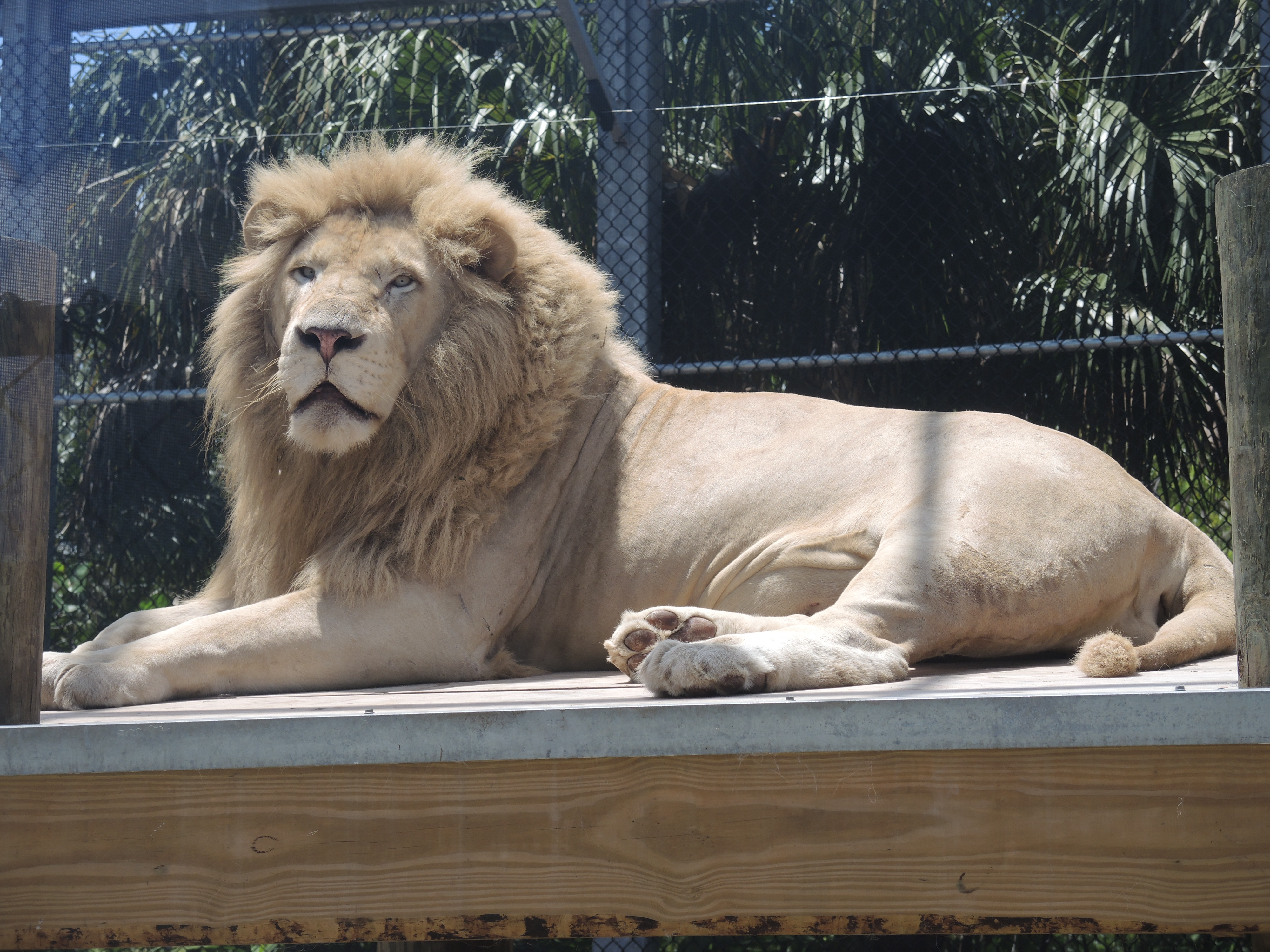
Leone.